# Tört falú piramis
Sznofru dahsúri déli piramisa különleges, egyedi formája miatt a tört falú piramis vagy kettős lejtésű piramis nevet viseli. A környékbeli arabok ezt is álpiramis néven nevezik, mint a mejdúmi piramist, a szakirodalomban angolul Bent Pyramidnak, a franciák pyramide rhomboidale-nak, a németek pedig Knickpyramide-nek. Ez az első piramis, amiről biztosan tudjuk, hogy saját nevet kapott: Déli (fel)ragyogó.
Ez a piramis a dahsúri piramismező időben első építménye, ahol Sznofru egy másik piramisa (vörös piramis), a középbirodalom két piramisa (II. Amenemhat és III. Amenemhat), valamint két másik XII. dinasztia-korabeli piramis áll. A királysírokhoz nemesi masztabakörzet csatlakozik. Tágabb környezetében az el-List melletti és a dél-szakkarai piramismező található, mindkét helyszínen középbirodalmi piramisokkal.
Sosem használták temetkezésre, kultuszhelyként viszont funkcionált. Rainer Stadelmann szerint a Dzsószer- és a Szehemhet-piramisnál még meglévő déli sírt helyettesítette, mivel pontosan délre helyezkedik el Sznofru végső nyughelyétől, az első sikeresen megépített valódi piramistól, a 105 méter magas vörös piramistól.

## Az építtető személye

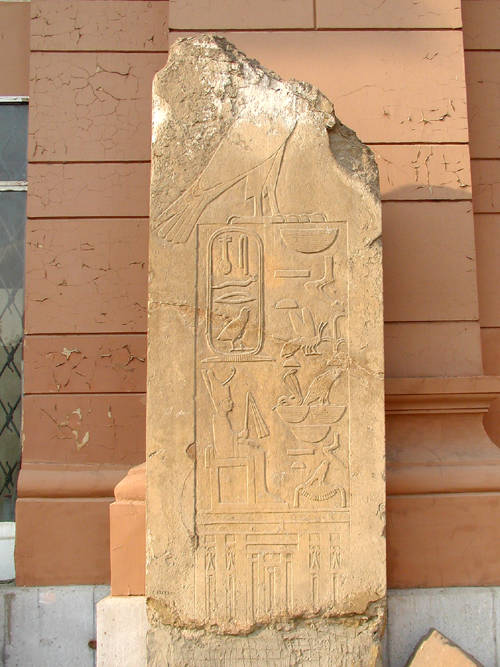
A halotti kápolna sztéléje

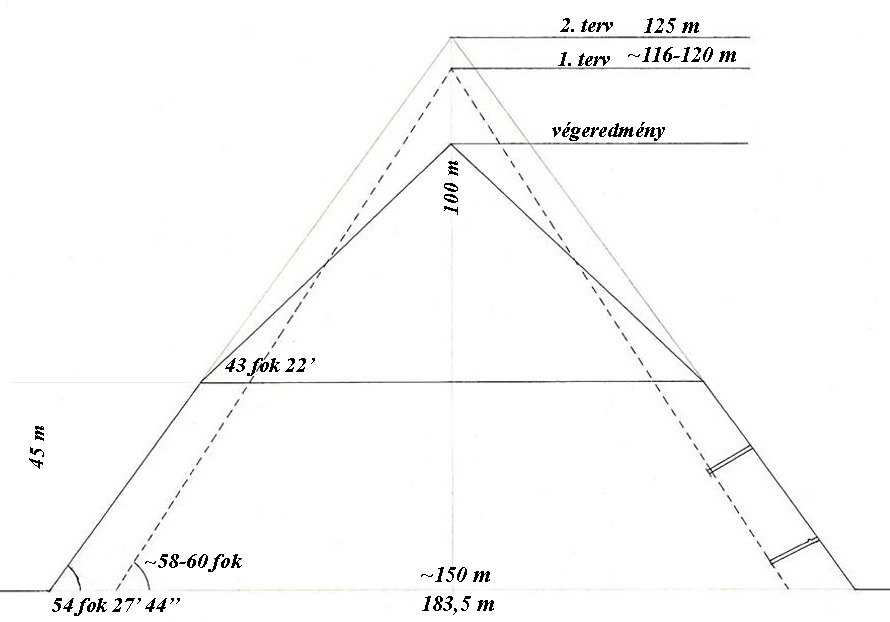
A tört falú piramis építési szakaszai

Az építtető Sznofru volt, a IV. dinasztia első uralkodója. Adatok vannak arra vonatkozóan, hogy székhelyét Dzsed Sznofruból a 15. uralkodási évében tette át a mai Dahsúr mellé, ezért feltehető, hogy ezt a piramist csak akkor kezdték építeni. Egy egykorú palatöredék felirata szerint az építményt körülbelül három év alatt építették fel, mivel az alsó húsz méteres része, ami a teljes térfogat 2/3 része, kétéves munka után kész volt. Sznofru kora jóval ismertebb, gazdagabb tárgyi és feliratos emlékekben, mint a megelőző III. dinasztia időszaka Dzsószer utáni periódusa.
Sznofru személyét – a hagyományon kívül – azért lehet e piramishoz kötni, mert a piramisban két, vörös tintával írt feljegyzés tartalmazza a nevét, ezenkívül a mejdúmi piramis halotti kápolnájához hasonló módon itt is két sztélé került felállításra, amelyből az egyik a kairói Egyiptomi Múzeumban ma is megtekinthető. Ezen Sznofru összes neve és címe egyetlen szereh-ben került ábrázolásra, ezek közül a s.nfr.r.w jelcsoport külön kártusban.

## Konstrukció
A piramis egyedülálló konstrukciójú. Falai meredeken emelkednek, majd 45 méteres magasságban éles törés után egy jóval enyhébb emelkedéssel folytatódnak. Az eredeti emelkedési szöggel a piramis magassága 125 méter lett volna, így azonban kereken 100 méteres. E konstrukció okait az egyiptológusok csak találgatják. A szóba jöhető elképzelések:
- A piramison ma több repedés figyelhető meg. Elképzelhető, hogy a repedések már az építéskor megjelentek, és e statikai bizonytalanságtól megijedve módosították az emelkedés szögét. Mark Lehner III. Amenemhat nem messze álló piramisával összehasonlítva szintén erre a feltevésre jutott, hozzátéve, hogy a középbirodalmi uralkodónak is két piramist kellett építeni a statikai problémák miatt.
- Más vélemények szerint a repedések később, talán egy földrengés alkalmával jelentek meg, a tervmódosítás oka a sietős befejezés volt.

Mindkét álláspont hagy maga után megválaszolatlan kérdéseket, így az elsőnél kérdés, hogy egyáltalán miért fejezték be, a másodiknál viszont nem érthető, hogy miért kellett sietni. Sem a költségtakarékosság, sem Sznofru korai halála nem jöhet szóba, hiszen Sznofru később még felépíttette az északi vörös piramist, sőt befejezte a mejdúmi piramist. Ezenkívül a megtakarított munkamennyiség is viszonylag kicsiny a piramis teljes tömegét tekintve.
Kompromisszumos megoldásként felvetik, hogy a mejdúmi piramis befejezése megelőzte a tört falú piramis felépítését, és nem sokkal ezután már le is dőltek a meredek burkolórétegek. Az ásatások azonban eddig nem találtak bizonyítékot arra, hogy a mejdúmi piramis katasztrofális gyorsasággal omlott volna le.

## A piramis

### Felépítmény

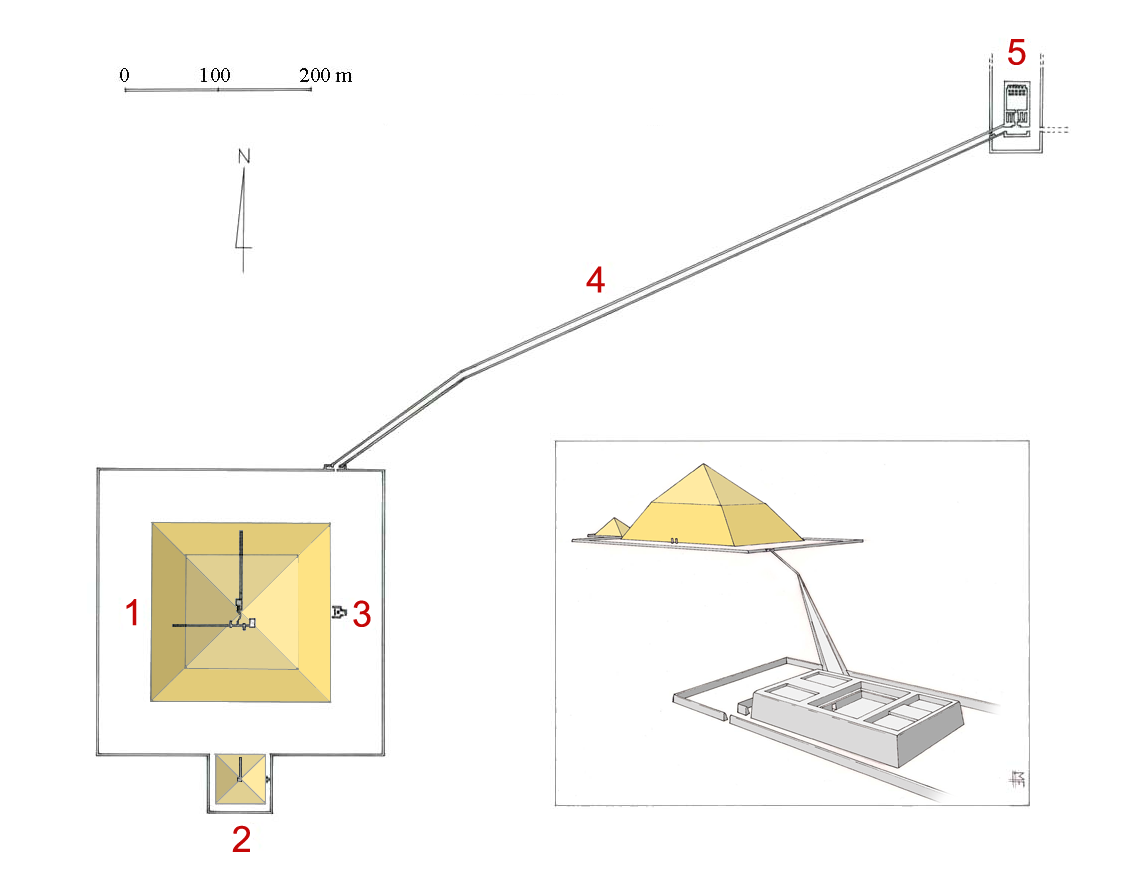
A dahsúri déli piramiskörzet térképe

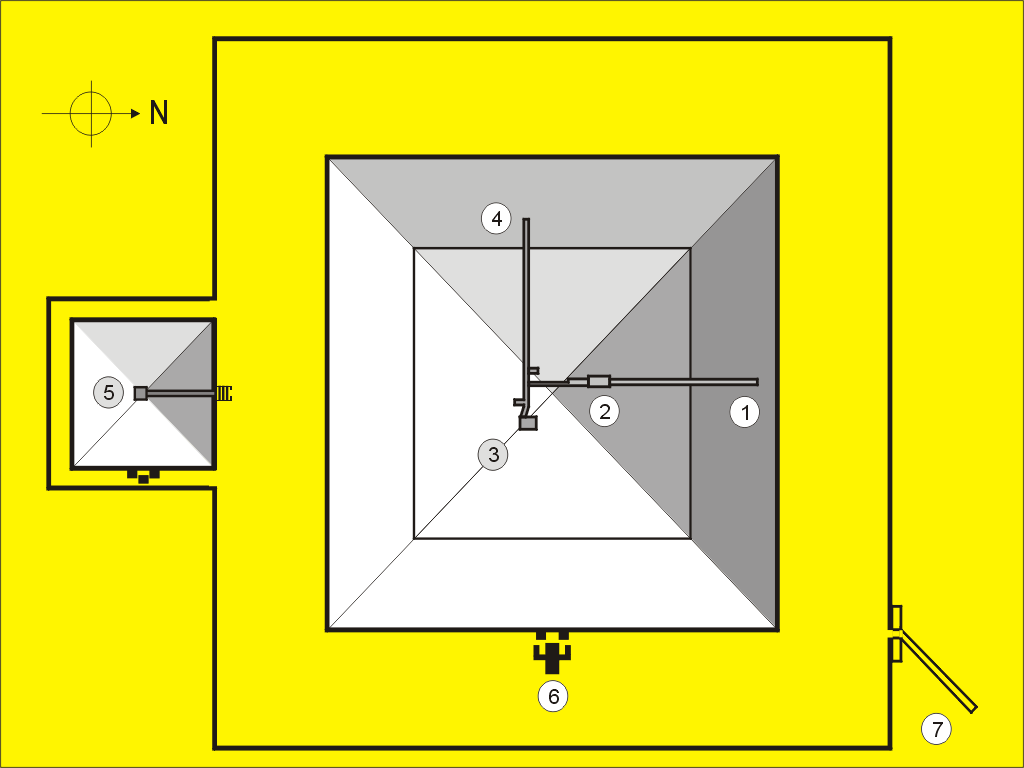
A dahsúri déli piramiskörzet térképe 1: északi bejárat, 2: előcsarnok, 3: sírkamra, 4: nyugati bejárat, 5: szatellit-piramis

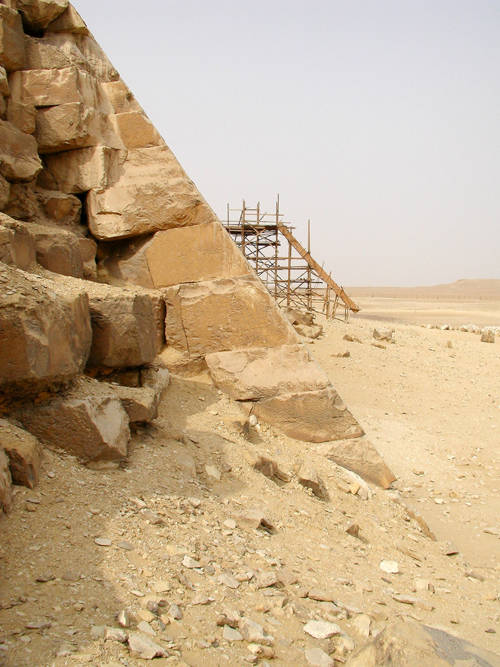
A piramis északi fala. Jól látható, hogy a rétegek döntöttek, a burkolókvádereket pedig a beépítéskor csiszolták a fal dőlésszögének megfelelő keresztmetszetűre

A felépítmény ma az egyik legjobb állapotú az egyiptomi piramisok között, még burkolatának nagy része is szilárdan tartja magát. A tört falú piramis felépítményének szerkezete az építés technológiáját tekintve a lépcsős piramisokra hasonlít. A magra támaszkodó külső rétegek közel függőlegesen kerültek beépítésre. Az eredeti tervek szerint azonban mégis az első piramis lett volna, amelyik sima falú négyzetes gúla.
Szintén egyedülálló jellegzetessége az óbirodalmi piramisok közül, hogy két bejárata van, egy a hagyományos északi oldalon, amely a mejdúmi piramishoz hasonló alépítménybe vezet, egy pedig a nyugati oldalon, amely a felső sírkamrához. A két járat, illetve a kamrák egy meredek folyosóval kerültek összekötésre.
A piramis belsejének feltárása alkalmával a felépítmény szerkezetére vonatkozóan is információk gyűltek arról, hogy a piramist eredetileg 60°-os emelkedési szöggel kezdték építeni egy jóval kisebb alapterületről. A 72-78°-os lépcsős piramisokhoz képest ez már kisebb emelkedési szög volt, de valószínűleg még mindig túl meredek, ezért az első ütemben épített piramistorzót magként felhasználva 54°31'13’’ dőléssel körbefalazták, azaz támfalakkal megtámasztották.
A technológiai váltás valószínűleg még mindig nem volt elegendő a statikus bizonytalanságok kiküszöbölésére, ezért a támfal felépítésével egy időben a még készülő magasabb részek oldalfalainak dőlésszögén is változtattak, már csak 43°21' dőléssel folytatták. Ez a szakasz eredményezte az egyedülálló, tört falú alakot. A dőlésszög újbóli megváltoztatása után a kvádersorokat már vízszintesen helyezték el. A belső rétegek gyengén kidolgozottak, kifelé haladva egyre gondosabb illesztéssel találkozunk. A kövek közti hézagokat mészkőtörmelékkel és agyaghabarccsal töltötték ki, helyenként gipszhabarccsal. A kváderek átlagos mérete jóval nagyobb, mint a lépcsős piramisok korának kvádermérete.

### Alépítmény

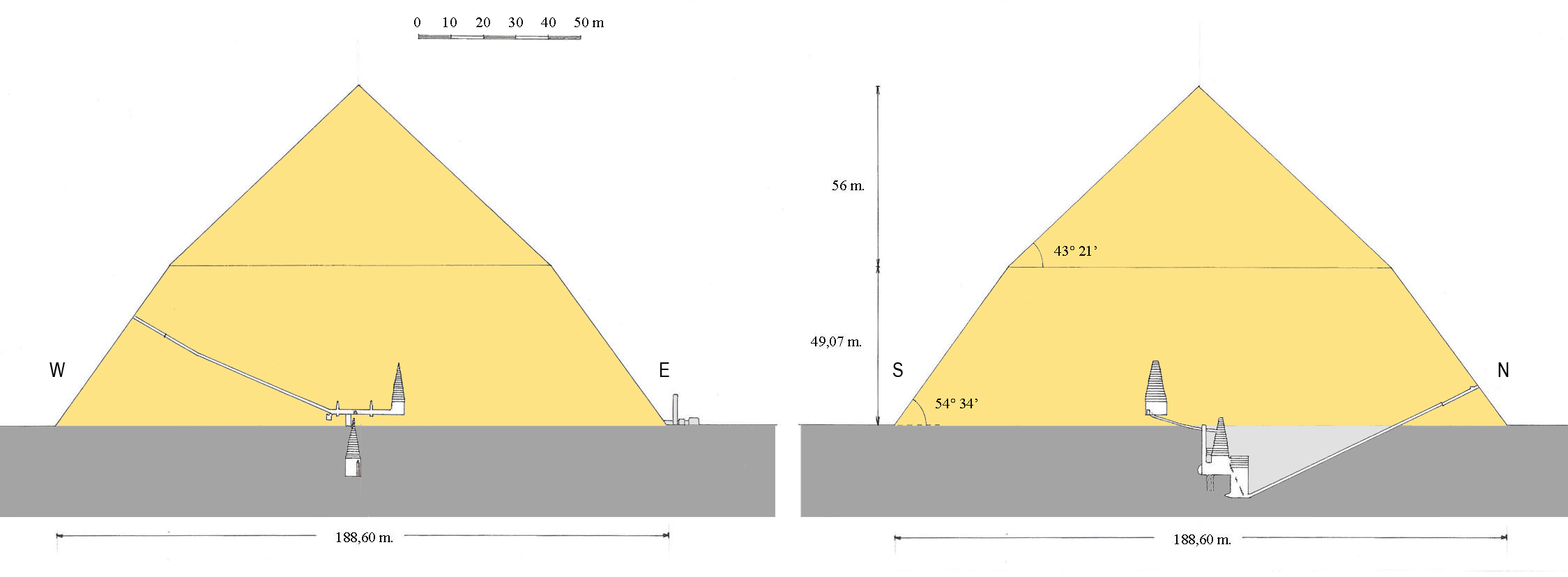
A tört falú piramis szerkezete

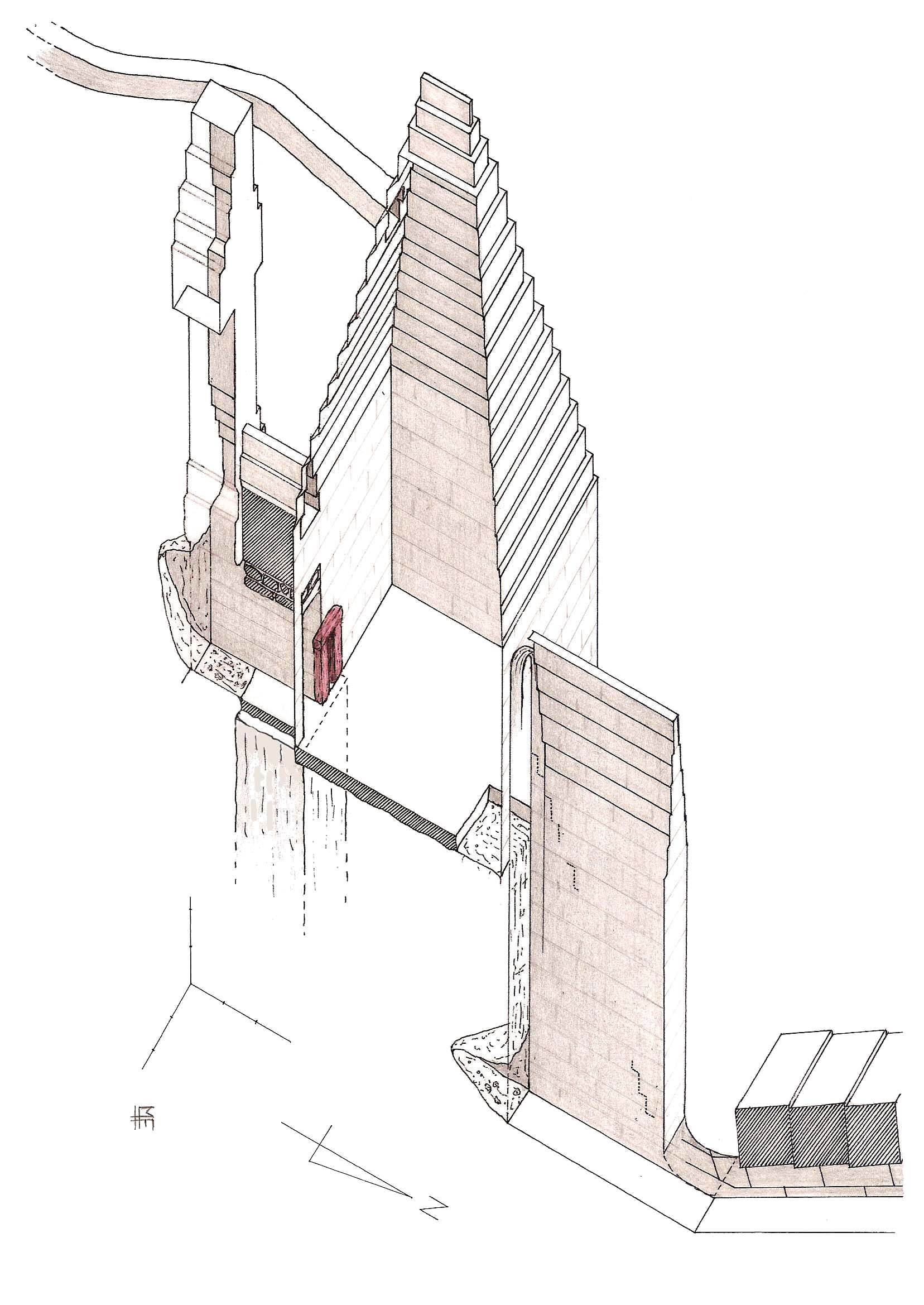
A központi kamra szerkezeti rajza

Az alépítmény három nagy helyiséget tartalmaz (felső kamra, középső kamra és az utóbbihoz csatlakozó előcsarnok), ahogy az a IV. dinasztia piramisainak többségében szokásos, de egyedülálló abban, hogy ez két elkülönülő struktúrát alkot. A hagyományos északi oldali bejáratról egy 74 méter hosszú, a mejdúmi piramishoz hasonló lejtős akna vezet egy álboltozatos előcsarnokba, ahonnan a – szintén a mejdúmi piramishoz hasonló felső elhelyezésű – kamrába létrán lehet feljutni. Ez a rész végig a középső tengely mentén húzódik.
A nyugati oldalról azonban nyílik egy másik bejárat, amely nem pontosan a középvonalon van, és teljes hosszában (65 méter) a felépítményben kiépítve egy harmadik helyiségbe torkollik. Ezt a kamrát már az ókorban kidúcolták cédrusgerendákkal, ami szintén szerkezeti problémákra utal. A középső és a felső kamrát utólag összekötötték egymással.
Egyetlen kamrában sincs nyoma, hogy valaha is szarkofág állt volna benne, ezért nem tudjuk, hogy melyik helyiség lett volna a sírkamra. Egyes vélemények szerint a nyugati rendszer Dzsószer és Szehemhet déli sírját helyettesítette, vagyis kultikus jellegű. Ez az elmélet azonban még mindig nem magyarázza meg a középső kamra üres voltát.
A felső helyiség 7,97×5,26 méter alapterületű, legnagyobb magassága 16,5 méter. Az alsó kamra 6,3×4,96 méteren 17 méteres legnagyobb magassággal rendelkezik. Az előcsarnok 12,6 méter magas.
Rainer Stadelmann véleménye szerint a hármas tagolódás hagyományőrző és mitologikus okokból szükségszerű volt, éppúgy mint Hufu piramisánál. Az alsó résznek mélyen a föld alá kellett kerülni, ahogyan Dzsószer piramisában. A sírfolyosó emelkedését a csillagok felé igyekvő királyi lélek egyenes vonalú utazása írta elő. A középső kamra a király lelkének mennybeemelkedését szolgálta, míg a felső maga a sírkamra.

### Piramiskörzet
A dahsúri piramiskörzet részben még feltáratlan. Az L50-es számú (Lepsius katalógusa szerint), Sznofru északi vörös piramisától alig 250 méterre lévő piramisromot például csak 1986-ban tárta fel Rainer Stadelmann. Erről ma sem tudni, hogy ki építtette és mikor, csak a környéken talált IV. dinasztia-korabeli kerámiák alapján datálták. Sznofru északi és déli piramisai között félúton egy óbirodalmi masztabás temető helyezkedik el, keletre pedig III. Amenemhat dahsúri piramisa.
A piramiskörzetet kerítésfal veszi körül, ami a szatellit-piramisnál kiöblösödik, hogy azt is a belső körzetbe zárja. A fallal körülvett terület így a halotti kápolnát és a mellékpiramist is tartalmazza.

#### Halotti templom és völgytemplom

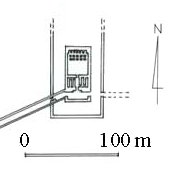
A völgytemplom alaprajza

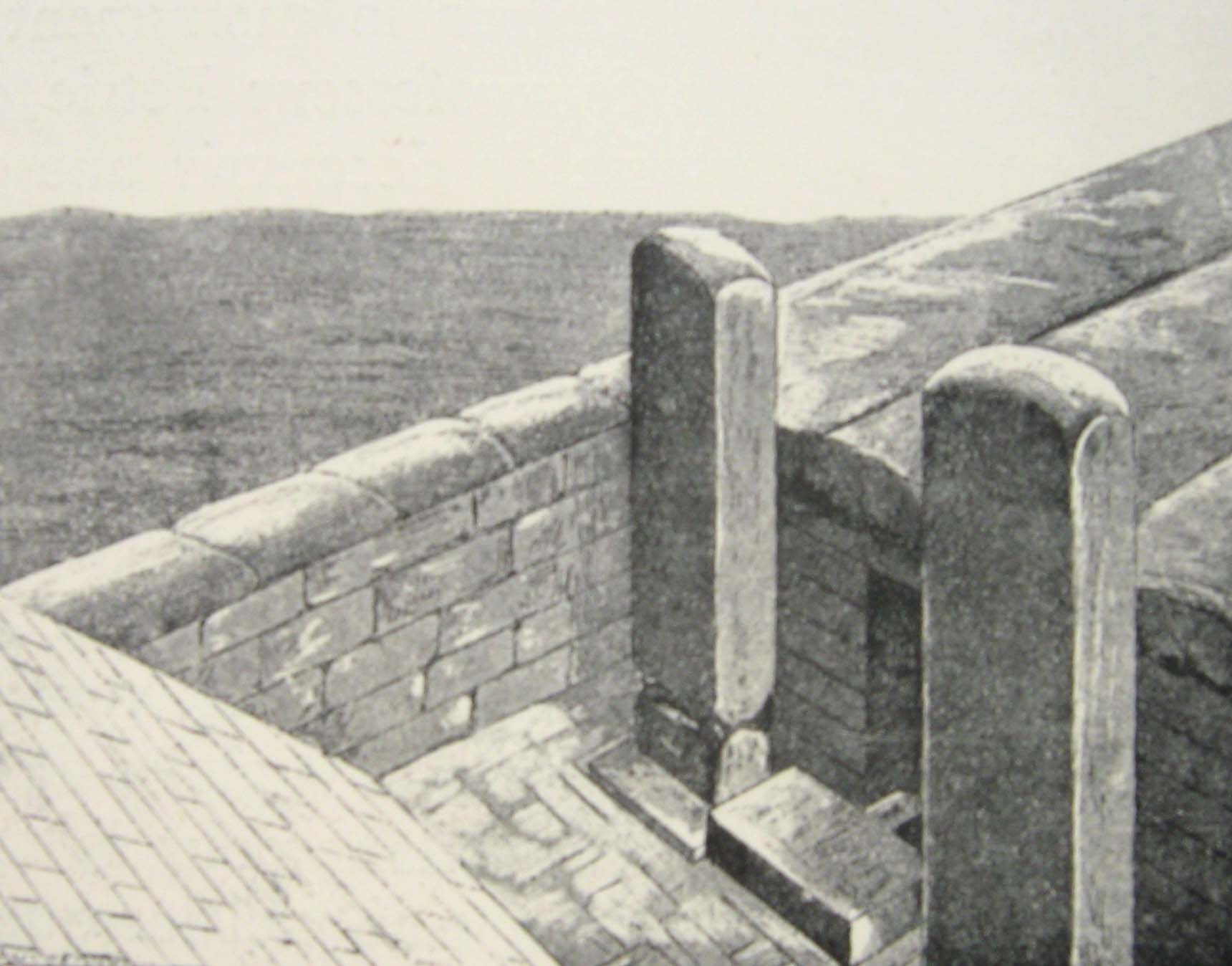
A halotti kápolna rekonstrukciója a két feliratos sztélével

A völgytemplomot az 1951-52-es ásatási szezonban tárták fel, a piramistól 700 méterre északkeletre helyezkedik el. A templom eredetileg reliefekkel díszített építmény volt, aminek hat falfülkéjében Sznofru szobrai álltak. Itt jelennek meg először a díszítményeken a királyi birtokok perszonifikációi.

Halotti templom tulajdonképp nincsen, a piramis keleti falához egy kis szentély csatlakozik. Rainer Stadelmann véleménye szerint a halotti kápolna nem illeszkedik a halotti templom fejlődési folyamatába. Turai mészkőből készült a falazata, majd kőlapokkal lefedték. A belső, nyitott területen áldozati oltárként három kőlapot helyeztek el, amik a ḥtp hieroglifát (egy kenyér stilizált rajza az áldozati oltáron, aminek jelentése általában elégedettnek lenni, itt viszont tényleges értelemben az áldozatot jelenti 
| R4 |

) jelképezik. Az oltár mellett a mejdúmi piramis szentélyéhez hasonlóan két sztélé állt, Sznofru neveivel és címeivel.
Stadelmann szerint Sznofru völgytemploma az az építészeti elem, amely később elkülönült fejlődésben halotti- és völgytemplommá vált. Érvelése szerint az udvarok, szobrok és oszlopok később a halotti templomra jellemzőek, de elhelyezkedésében a völgytemplom ősévé vált, bár csak félúton van a Nílus felé. Stadelmann és Lehner szerint a ma Sznofru völgytemplomának nevezett épületből eredetileg még folytatódott a feljáró út a folyamig, ahol dokkot is építettek a temetési bárka számára. Később ebből alakult ki a völgytemplom végleges változata.

#### Mellékpiramis

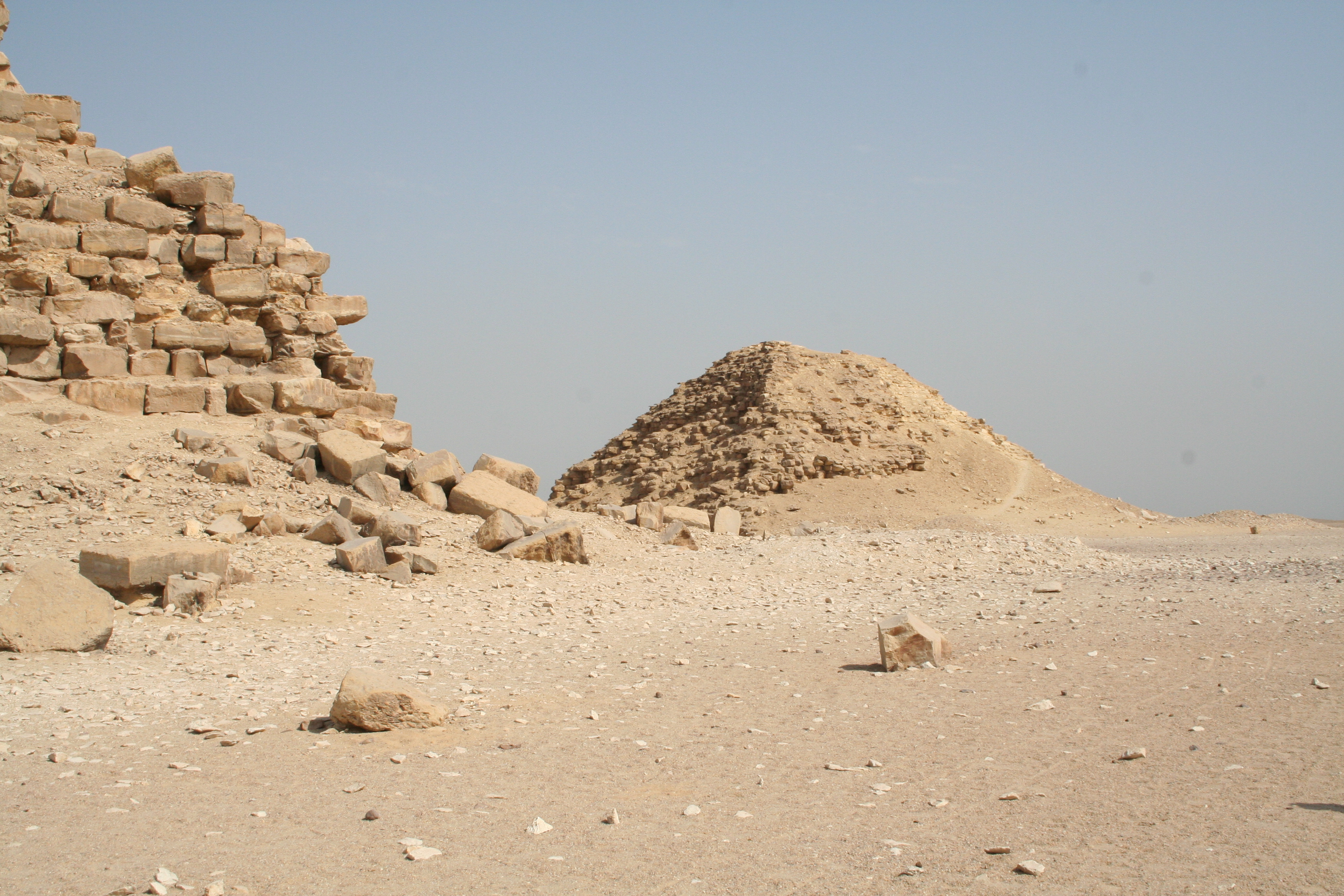
A dahsúri déli piramis szatellitájának fényképe

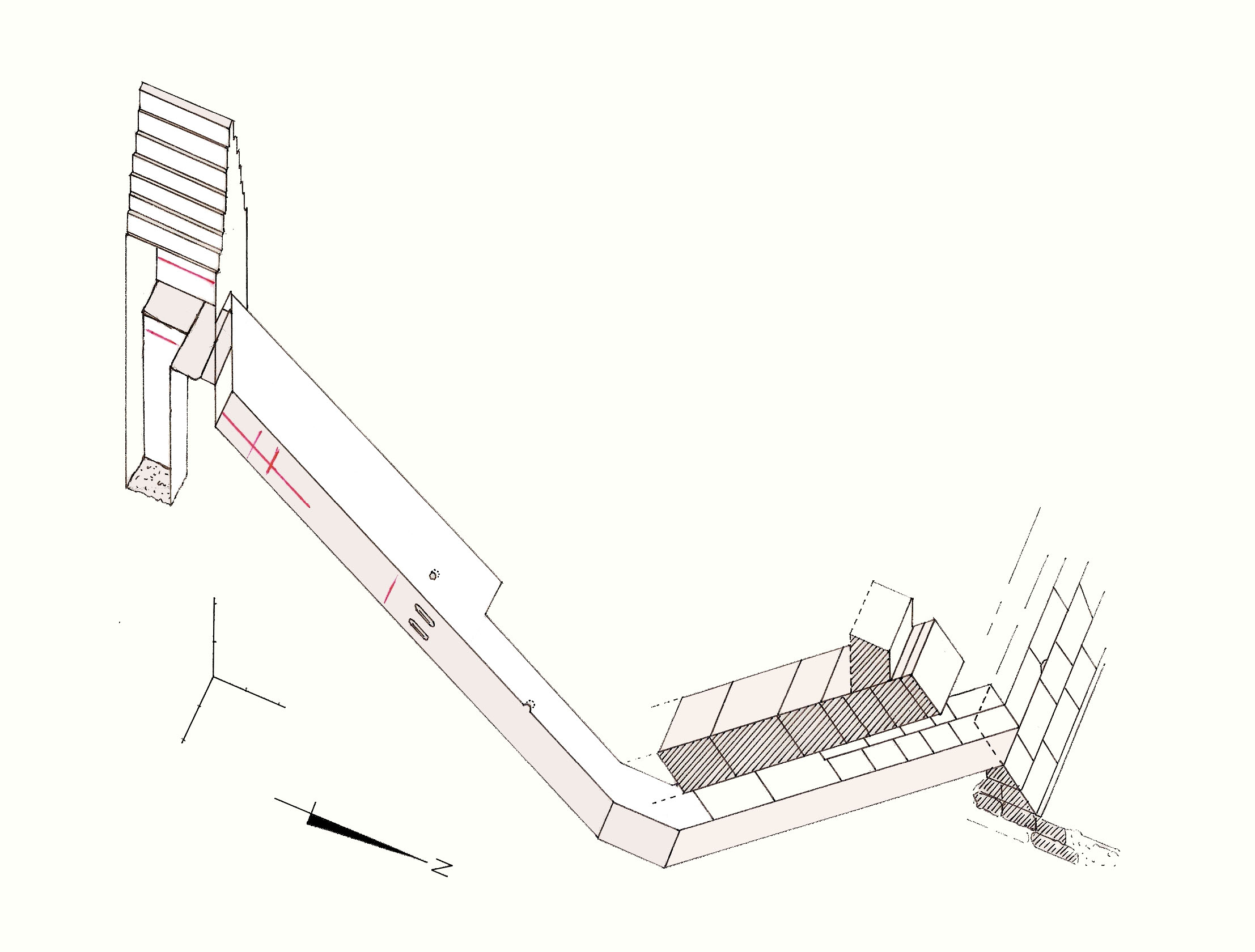
A mellékpiramis alépítményének szerkezeti rajza

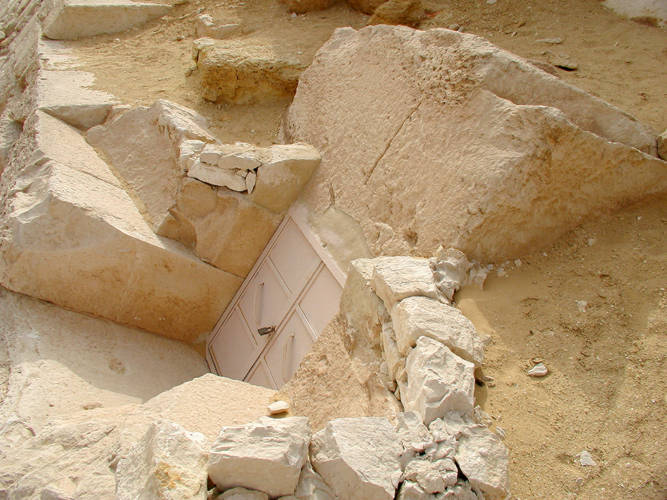
A mellékpiramis mai bejárata, jól látható a folyosó nagy meredeksége

A mellékpiramis nyilvánvalóan a harmadik építési fázis közben, vagy után épült, hiszen ugyanolyan vízszintesen rakott kvádertechnológiával készítették, mint a tört falú piramis felső részét. Emelkedési szöge szintén megfelel a főpiramis felső részének szögével. 53 méteres négyzetalapon eredetileg 32,5 méter magasra emelkedett.
Belső részei erősen emlékeztetnek a Hufu-piramis elrendezésére, ez szolgáltatta az alapot arra, hogy az utóbbit egy lépésben tervezettnek gondolják néhányan. A felső járatban még a Nagy Galéria előképe is megtalálható. A különbség abban van, hogy nem különül el a felfelé és lefelé vezető folyosó, hanem lefelé indul, majd éles töréssel felfelé folytatódik. A mellékpiramis mellett a főpiramishoz hasonló, szintén a keleti oldalon elhelyezett szentély is található, amiben szintén két sztélét állítottak fel.

## Lásd még
- Piramiskörzet
- Az egyiptomi piramisok tipológiája